# Hoja de cultivo
En agricultura, se denomina hoja de cultivo a una parcela o terreno a la que se da distintos usos según el año,  bien alternando cada año entre dos tipos de cultivo, o entre cultivo y pastos para ganado, o bien rotando cada varios años entre varios tipos de cultivo y pastos. La diversidad de usos sirve para restaurar la fertilidad de la tierra y  extraer el máximo beneficio posible a la explotación.